# Pattinaggio di velocità ai II Giochi olimpici invernali - 500 m maschile
La competizione dei 500 metri di pattinaggio di velocità dei II Giochi olimpici invernali si è svolta il giorno  13 febbraio 1928 allo stadio olimpico del ghiaccio Badrutts Park di Sankt Moritz.

## Risultati
| Pos.   | Concorrente            | Nazione       | Misura |
| ------ | ---------------------- | ------------- | ------ |
| Oro    | Bernt Evensen          | Norvegia      | 43"4   |
| Oro    | Clas Thunberg          | Finlandia     | 43"4   |
| Bronzo | John O'Neil Farrell    | Stati Uniti   | 43"6   |
| Bronzo | Jaakko Friman          | Finlandia     | 43"6   |
| Bronzo | Roald Larsen           | Norvegia      | 43"6   |
| 6      | Haakon Pedersen        | Norvegia      | 43"8   |
| 7      | Charlie Gorman         | Canada        | 43"9   |
| 8      | Bertel Backman         | Finlandia     | 44"4   |
| 9      | Oskar Olsen            | Norvegia      | 44"7   |
| 10     | Eddie Murphy           | Stati Uniti   | 44"9   |
| 11     | Irving Jaffee          | Stati Uniti   | 45"2   |
| 11     | Willy Logan            | Canada        | 45"2   |
| 11     | Toivo Ovaska           | Finlandia     | 45"2   |
| 14     | Ross Robinson          | Canada        | 45"9   |
| 15     | Christfried Burmeister | Estonia       | 46"2   |
| 16     | Alberts Rumba          | Lettonia      | 46"3   |
| 17     | Valentine Bialas       | Stati Uniti   | 46"5   |
| 18     | Fritz Moser            | Austria       | 46"7   |
| 19     | Zoltán Eötvös          | Ungheria      | 46"8   |
| 20     | Fritz Jungblut         | Germania      | 47"2   |
| 21     | Otto Polacsek          | Austria       | 47"5   |
| 22     | Aleksander Mitt        | Estonia       | 47"7   |
| 23     | Gustaf Andersson       | Svezia        | 47"9   |
| 24     | Erhard Mayke           | Germania      | 49"1   |
| 24     | Rudolf Riedl           | Austria       | 49"1   |
| 26     | Léon Quaglia           | Francia       | 49"5   |
| 27     | Siem Heiden            | Paesi Bassi   | 49"9   |
| 28     | Kęstutis Bulota        | Lituania      | 50"1   |
| 28     | Charles Thaon          | Francia       | 50"1   |
| 30     | Fred Dix               | Gran Bretagna | 53"4   |
| 31     | Leonard Stewart        | Gran Bretagna | 54"8   |
| 32     | Cyril Horn             | Gran Bretagna | 54"9   |
| 33     | Wim Kos                | Paesi Bassi   | 56"2   |